# Rafael Miroslaw
Rafael Miroslaw (* 25. März 2001 in Hamburg) ist ein deutscher Schwimmer.

## Karriere
Miroslaw nahm an den Olympischen Jugend-Sommerspielen 2018 in Buenos Aires teil. Dort erreichte er über 100 Meter Freistil den fünften Platz, mit der gemischten Staffel über 4-mal 100 Meter Freistil den vierten Platz und Platz acht über 4-mal 100 Meter Lagen mit der gemischten Staffel. An Schwimmeuropameisterschaften der Junioren nahm Miroslaw 2018 in Helsinki und 2019 in Kasan teil. Er gewann bei seinen zwei Teilnahmen insgesamt fünf Medaillen, darunter eine Goldmedaille mit der gemischten Staffel über 4-mal 100 Meter Freistil in Kasan.
Bei seinen ersten Weltmeisterschaften, 2019 in Gwangju, erreichte Miroslaw mit der Staffel über 4-mal 200 Meter Freistil den achten Platz. Die Qualifikation für die Olympischen Sommerspiele in Tokio, die im Juli 2021 begannen, war ihm mit einer Schulterverletzung nicht möglich, wegen der er nicht an Qualifikationswettkämpfen teilnehmen konnte.
Am 9. April 2022 stellte Miroslaw bei den Berlin Swim Open über 100 Meter Freistil mit einer Zeit von 47,92 Sekunden einen neuen deutschen Rekord auf.